# 縣道170號
縣道170號（網寮－竹子腳），西起嘉義縣東石鄉網寮，東至嘉義縣鹿草鄉東勢尾，全長共計16.954公里（公路總局資料）。終點雖標示為竹子腳，但實際終點位於東勢尾，
- 從嘉義縣朴子市南勢竹往西拍攝縣道170號，照片中遠處的聚落為布袋鎮下庄。

## 行經行政區域
全線均位於嘉義縣境內。
| 東石鄉 | 網寮   | 0.000  | （地區道路）    | 公路起點              |
| 東石鄉 | 鹽田寮 | 1.600  | 台17線          |                       |
| 東石鄉 | －     |        |                 |                       |
| 東石鄉 | 塭子   | －     | （地區道路）    |                       |
| 東石鄉 | －     |        |                 |                       |
| 東石鄉 | 栗子崙 | 4.200  | 縣道157號       |                       |
| 東石鄉 | 走賊宅 | －     | （地區道路）    |                       |
| －     |        |        |                 |                       |
| 布袋鎮 | 貴舍   | －     | 嘉13線          | 嘉13線終點            |
| 布袋鎮 | 樹林頭 | 7.300  | 縣道161號       | 與縣道161號共線起點   |
| 布袋鎮 | 樹林頭 | －     | 縣道161號       | 與縣道161號共線終點   |
| 布袋鎮 | －     |        |                 |                       |
| 布袋鎮 | 下庄   | －     | （地區道路）    |                       |
| 朴子市 | 南勢竹 | －     | （地區道路）    |                       |
| 朴子市 | 南勢竹 | 10.500 | 台19線          | 0                     |
| 朴子市 | 牛挑灣 | 10.500 | 台19線          | 0                     |
| 朴子市 | 牛挑灣 | －     | （地區道路）    |                       |
| 鹿草鄉 | 龜佛山 | 14.399 | 嘉22線 · 嘉33線 | 嘉22線終點 嘉33線起點 |
| 鹿草鄉 | 竹子腳 | －     | 嘉36-1線        |                       |
| 鹿草鄉 | 東勢尾 | 16.954 | 縣道163號       | 公路終點              |
| 共線   |        |        |                 |                       |

## 沿線設施與景點
- 嘉義縣東石鄉龍崗國民小學
- 嘉義縣布袋鎮貴林國民小學
- 牛挑灣教會
- 嘉義縣朴子市松梅國民小學
- 嘉義縣鹿草鄉竹園國民小學